# Abou Diaby
Vassikri Abou Diaby (Aubervilliers, 11 mei 1986) is een Franse betaald voetballer van Ivoriaanse afkomst. Hij debuteerde in 2007 in het Frans voetbalelftal, waarvoor hij ook geselecteerd werd gedurende het WK 2010.

## Carrière
Diaby werd opgeleid bij het INF Clairefontaine en AJ Auxerre. Na tien wedstrijden in het eerste van Auxerre tekende hij in januari 2006 bij Arsenal, dat hem voor drie miljoen euro overnam. Hij maakte op 21 januari 2006 zijn debuut voor de club in de Premier League, uit tegen Everton. Tijdens zijn periode bij Arsenal werd Diaby geteisterd door blessures. Tijdens het seizoen 2009/10 kwam hij het meest in actie, wat resulteerde in zes doelpunten in 29 competitiewedstrijden. Gedurende de 9,5 seizoen dat hij bij Arsenal onder contract stond, speelde hij 122 competitiewedstrijden, waarin hij veertien doelpunten maakte. Gedurende die tijd speelde hij ook 29 wedstrijden in de UEFA Champions League. Officieel won Diaby zowel in 2014 als 2015 de FA Cup en in 2014 het FA Community Shield met Arsenal, maar zowel in beide bekertoernooien als in de wedstrijd om de Engelse supercup speelde hij in die jaren geen minuut mee.
Diaby tekende in juli 2015 een contract bij Olympique Marseille, de nummer vier van de Ligue 1 in het voorgaande seizoen. Dat lijfde hem transfervrij in nadat Arsenal zijn verbintenis niet meer verlengde.

## Statistieken
| Seizoen | Club                | Wedstrijden | Doelpunten | Competitie     |
| ------- | ------------------- | ----------- | ---------- | -------------- |
| 2004/05 | AJ Auxerre          | 5           | 0          | Ligue 1        |
| 2005/06 | AJ Auxerre          | 5           | 1          | Ligue 1        |
| 2005/06 | Arsenal             | 11          | 1          | Premier League |
| 2006/07 | Arsenal             | 12          | 1          | Premier League |
| 2007/08 | Arsenal             | 14          | 1          | Premier League |
| 2008/09 | Arsenal             | 24          | 3          | Premier League |
| 2009/10 | Arsenal             | 29          | 6          | Premier League |
| 2010/11 | Arsenal             | 16          | 2          | Premier League |
| 2011/12 | Arsenal             | 4           | 0          | Premier League |
| 2012/13 | Arsenal             | 11          | 0          | Premier League |
| 2013/14 | Arsenal             | 1           | 0          | Premier League |
| 2014/15 | Arsenal             | 0           | 0          | Premier League |
| 2015/16 | Olympique Marseille | 3           | 0          | Ligue 1        |
| 2016/17 | Olympique Marseille | 2           | 0          | Ligue 1        |
| Totaal  | Totaal              | 137         | 15         |                |

## Erelijst

### MetArsenal
| Nationaal           |    |                  |
| FA Cup              | 2x | 2013/14, 2014/15 |
| FA Community Shield | 1x | 2014             |